# エンゼル=トリオ恋ぐるい
『エンゼル=トリオ恋ぐるい』（エンゼル=トリオこいぐるい）は、別府ちづ子による日本の漫画作品。
『なかよし』（講談社）にて1975年10月号から1975年12月号まで連載された。

## 書誌情報
- エンゼル=トリオ恋ぐるい、初版発行日 1976年3月10日
  - 必殺!恋の一刀流／奇人変人大集合